# Bergen, Limburg

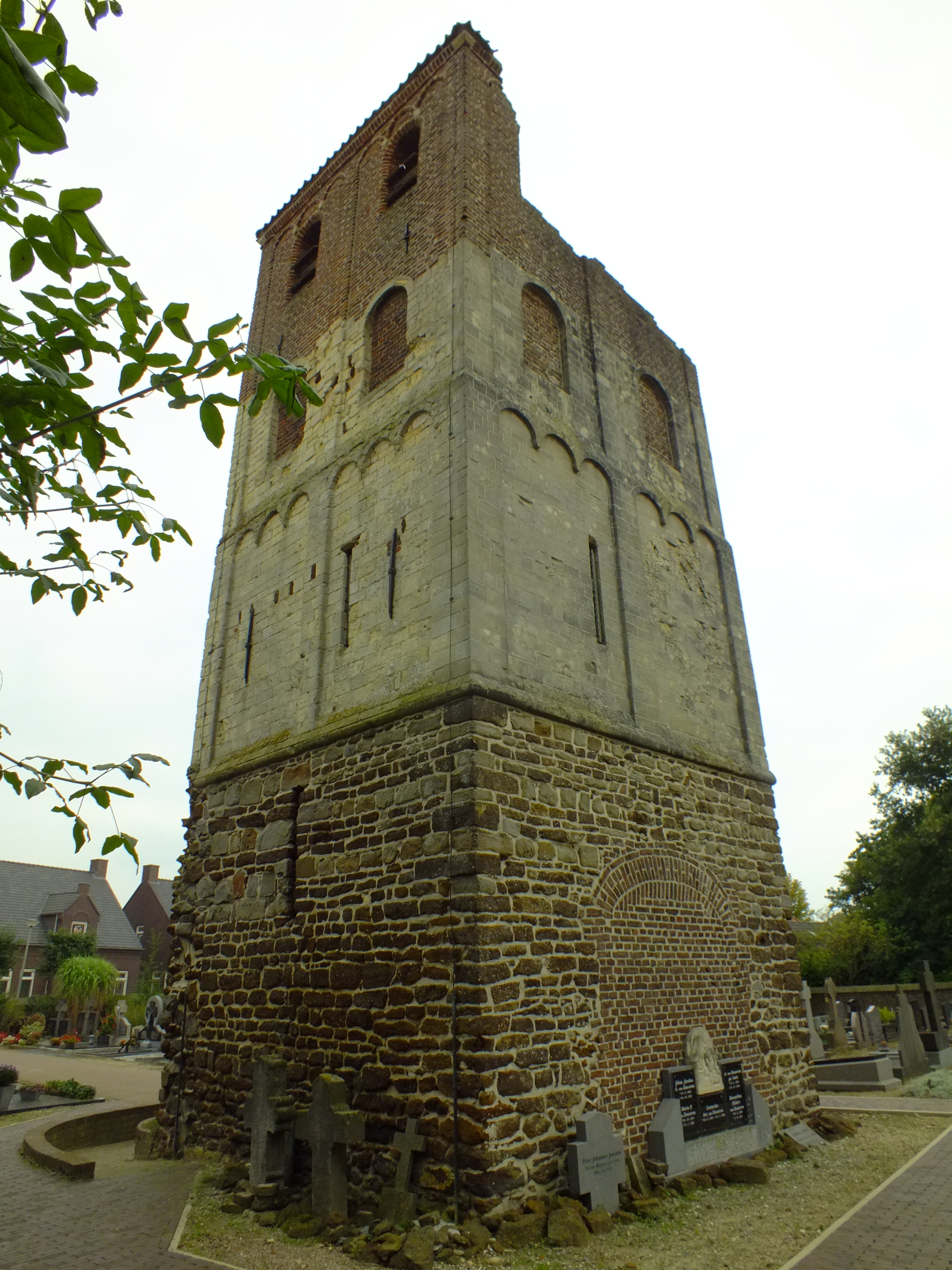
Kyrkruin i Bergen.

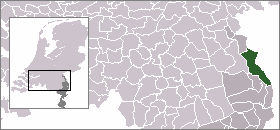
Bergens läge.

Bergen är en kommun och stad i provinsen Limburg i Nederländerna. Kommunens totala area är 109,42 km² (där 4,17 km² är vatten) och invånarantalet är på 13 602 invånare (2005). Kommunens största stad är Nieuw-Bergen. Kommunen ligger nära gränsen till Tyskland.